# Glasi Hergiswil
 (juillet 2010).
Si vous disposez d'ouvrages ou d'articles de référence ou si vous connaissez des sites web de qualité traitant du thème abordé ici, merci de compléter l'article en donnant les références utiles à sa vérifiabilité et en les liant à la section « Notes et références ».
La Glasi Hergiswil est une usine de verre située à Hergiswil dans le canton de Nidwald (Suisse).
Le site comporte un musée du verre : « formé par le feu » («vom Feuer geformt»),.

## Histoire
Elle fut fondée par les frères Siegwart en 1817 à Hergiswil. Après que la commune de Hergiswil a empêché la fermeture de l'entreprise menacée par des méthodes de production dépassées et par un manque de technologie, l’usine est devenue une attraction touristique de la région où les visiteurs peuvent voir comment le verre est confectionné et déambuler dans le premier labyrinthe en verre de Suisse.